# Yakuza 4
Yakuza 4 (龍が如く4 伝説を継ぐもの Ryū ga Gotoku 4: Densetsu o Tsugumono?) es un videojuego de acción-aventura desarrollado y distribuido por Sega para la consola PlayStation 3. El juego fue anunciado en julio de 2009 y su primer vídeo fue desvelado en el Tokyo Game Show.
El juego es la secuela de Yakuza 3 y fue lanzado en marzo de 2010 en Japón. Su lanzamiento en Europa se retrasó hasta marzo del año siguiente y en Norteamérica hasta noviembre del 2011. Una versión remasterizada para la consola PlayStation 4 será lanzada en Japón el 17 de enero de 2019. Las versiones para Microsoft Windows y Xbox One se lanzaron en enero de 2021.

## Sistema de juego
Hay disponibles diferentes tipos de minijuegos, entre ellos: pachinko, pesca, hanafuda, ping pong y karaoke, en el cual se incluirán duelos con personajes no jugables (NPCs). Cada personaje tiene su propio juego secundario u objetivo que debe completar, y muchos de ellos están unidos a trofeos.
En el caso de Haruka, "El deseo de Haruka", debes subir su nivel de afinidad.
En "¡Crea la host número 1!". Akiyama tiene que crear amistades (馴染み Najimi) con algunos NPCs comprándoles objetos, o con algunos vendedores convirtiéndote en cliente asiduo. Su otra misión consiste en reclutar chicas para el host club del que es propietario. A las cuales tienes que vestir y entrenar. Después de convertirla en la número uno, puedes elegirle un atuendo definitivo y aparecerá en el host club. En la versión occidental de Yakuza 3 eliminaron un minijuego parecido.
La misión de Saejima, "¡Crea un luchador!", consiste en entrenar luchadores para ganar torneos.
En la misión de Tanimura, "Resolver disputas domésticas", hay que mantener la paz en las calles de Kamurocho. Por la radio escucharás donde encontrar los incidentes y tendrás que derrotar al perpetrador.
En la misión de Kiryu, "Guerras de bandas", te atacarán siete bandas distintas y tendrás que luchar contra cada una de ellas para llegar a su líder. Cada personaje tiene su propio estilo de lucha y movimientos especiales.

## Historia

### Localizaciones
Igual que en el juego original, la mayoría de la acción tiene lugar en Kamurocho (parecido al distrito rojo de Shinjuku: Kabukichō). Fueron añadidas tres localizaciones desde el juego Yakuza 3: el área de tejados que se extiende por una gran parte de la ciudad, los callejones de Kamurocho (conocidos como Rojiura), y una tercera zona conocida como el subterráneo ("chika"), la cual incluye las cloacas de la ciudad, el aparcamiento y los recreativos. Al subterráneo también se le conoce como Kamuchika, abreviatura de Kamuro Chika (subterráneo Kamuro).

### Personajes
Yakuza 4 tiene tres nuevos protagonistas además de Kazuma Kiryu (personaje original de la saga Yakuza): Masayoshi Tanimura (Hiroki Narimiya), Shun Akiyama (Koichi Yamadera) y Taiga Saejima (Rikiya Koyama). Otros personajes que también aparecen son: Junji Sugiuchi (Kenichi Endou), un detective del Departamento Metropolitano de la Policía de Tokio; Hiroaki Arai (Ikki Sawamura), un yakuza del Clan Tojo; Seishiro Munakata (Kinya Kitaoji), un oficial de policía de alta graduación; y una mujer, Lily (Maju Ozawa). Antiguos personajes que regresan en este juego son: Haruka Sawamura, Goro Majima, Makoto Date, Daigo Dojima y Goh Hamazaki.

### Argumento
Todo empieza cuando el prestamista Shun Akiyama apaliza a Ihara (un miembro del clan Ueno Seiwa) y se encuentra con el yakuza Arai y su amigo Kido. Más tarde Ihara roba al grupo, hiere a Arai y es perseguido por Kido. Akiyama encuentra a Arai cerca del cuerpo de Ihara, el cual sale corriendo y el Detective Tanimura arresta a Akiyama acusándolo de su asesinato. Su secretaria Hana testifica a su favor y un flashback nos remontará a cuando era un vagabundo, antes de la explosión de la Millennium Tower. En su oficina aparece una mujer que se parece a su antigua amante, llamada Lily, y le pide ¥100,000,000. Akiyama le dice que primero debe ganar ¥3,000,000 en tres días en un hostess club.
Taiga Saejima está condenado a pena de muerte, en la prisión de alta seguridad y secreta de Okinawa, por haber asesinado, a mediados de 1980, al cabeza de la familia Ueno y a sus hombres en un restaurante. Después de pasar 25 años en la prisión y con su ejecución cerca, se encuentra con Goh Hamazaki, que está encerrado por el intento de asesinato de Kiryu (que tiene lugar al final del juego anterior), y planean una huida. Lo cual le llevará hasta la playa de Okinawa donde casualmente Kazuma Kiryu tiene el orfanato donde cuida de varios niños junto a Haruka. Todo esto será el principio de una nueva intriga Yakuza en la Kazuma Kiryu se verá envuelto de nuevo.

## Recepción
Yakuza 4 recibió críticas mayormente positivas por parte de la prensa, consiguiendo una calificación promedio de 78% basándose en 59 reseñas.